# Audofleda
Audofleda, nota anche come Audefleda, Audofledis, Augoflada o Andefleda (ca. 470 – ca. 534), era figlia del re dei Franchi Childerico I e di Basina dei Turingi, insieme alle sorelle Landechilde e Albofleda e al fratello Clodoveo I. Divenne regina degli Ostrogoti dopo il suo matrimonio con il re Teoderico il Grande, dal quale ebbe Amalasunta.

## Biografia
Il suo nome significa "bellezza autoritaria" e si stima sia nata attorno al 470. Al fine di dissuadere i Burgundi dall'attaccare i propri domini, Teoderico il Grande pensò di accerchiarli alleandosi con i Franchi. Così, in una data compresa tra il 481 e il 492, il sovrano goto inviò un'ambasciata al re dei Franchi Clodoveo I, per chiedere Audofleda in matrimonio. Nonostante fosse molto legato alle sue sorelle, Clodoveo decise di accettare la proposta e Audofleda partì per Ravenna, dove sposò Teoderico nel 493 e andò a vivere nell'ex palazzo imperiale della capitale. Come riporta Gregorio di Tours, la principessa franca era pagana prima del matrimonio e fu battezzata da un vescovo ariano.
In seguito, Teoderico sfruttò la politica matrimoniale per estendere la propria rete di alleanze ai Burgundi, ai Turingi, ai Vandali e ai Visigoti.
Teoderico e Audofleda ebbero un'unica figlia: Amalasunta. Quest'ultima venne data in sposa al goto Eutarico, dal quale ebbe Atalarico, erede al trono, e Matasunta. Nel 526, alla morte del marito, Audofleda rimase alla corte di Ravenna con la figlia Amalasunta, che pure era rimasta vedova e desiderava risposarsi. Secondo Gregorio di Tours, Amalasunta fuggì con uno dei suoi servi, Traguilano. Audofleda si adirò per il gesto della figlia e mandò una truppa armata per ritrovarla. Trovati i due fuggiaschi, i soldati strangolarono Traguilano e picchiarono Amalasunta, per poi riportala a corte. Attorno al 534 Audofleda morì in circostanze sospette alla fine di un rito ariano, dopo aver bevuto da un calice. Poco dopo la morte di Audofleda, Remigio di Reims scrisse una lettera a Clodoveo per consolarlo della perdita della sorella [assai improbabile che nel 534 Clodoveo possa ricevere la notizia della morte della sorella, visto che lui stesso era morto nel 511]; [Aggiungasi che Remigio di Reims è morto attorno al 533] .
Gregorio di Tours riporta che Teodato, secondo marito di Amalasunta, diffuse la voce che la regina fosse responsabile della morte della madre e la fece esiliare, per poi ordinarne l'assassinio. Tuttavia, la storica tedesca Martina Hartmann giudica questo racconto poco affidabile.

## Ascendenza
|              |   |   | Genitori |  |  | Nonni |  |  | Bisnonni |  |  | Trisnonni |  |
|              |   |   |          |  |  |       |  |  | Clodione |  |  | Faramondo |  |
|              |   |   |          |  |  |       |  |  | Clodione |  |  | Faramondo |  |
|              |   | … |          |  |  |       |  |  | Clodione |  |  |           |  |
| Meroveo      |   |   |          |  |  |       |  |  | Clodione |  |  |           |  |
|              |   | … | …        |  |  |       |  |  |          |  |  |           |  |
|              |   | … | …        |  |  |       |  |  |          |  |  |           |  |
|              |   | … | …        |  |  |       |  |  |          |  |  |           |  |
| Childerico I |   | … |          |  |  |       |  |  |          |  |  |           |  |
|              |   | … | …        |  |  |       |  |  |          |  |  |           |  |
|              |   | … | …        |  |  |       |  |  |          |  |  |           |  |
|              |   | … | …        |  |  |       |  |  |          |  |  |           |  |
| …            |   | … |          |  |  |       |  |  |          |  |  |           |  |
|              |   | … | …        |  |  |       |  |  |          |  |  |           |  |
|              |   | … | …        |  |  |       |  |  |          |  |  |           |  |
|              |   | … | …        |  |  |       |  |  |          |  |  |           |  |
| Audofleda    |   | … |          |  |  |       |  |  |          |  |  |           |  |
|              | … | … |          |  |  |       |  |  |          |  |  |           |  |
|              | … | … |          |  |  |       |  |  |          |  |  |           |  |
|              | … | … |          |  |  |       |  |  |          |  |  |           |  |
| …            | … |   |          |  |  |       |  |  |          |  |  |           |  |
|              |   | … | …        |  |  |       |  |  |          |  |  |           |  |
|              |   | … | …        |  |  |       |  |  |          |  |  |           |  |
|              |   | … | …        |  |  |       |  |  |          |  |  |           |  |
| Basina       |   | … |          |  |  |       |  |  |          |  |  |           |  |
|              |   | … | …        |  |  |       |  |  |          |  |  |           |  |
|              |   | … | …        |  |  |       |  |  |          |  |  |           |  |
|              |   | … | …        |  |  |       |  |  |          |  |  |           |  |
| …            |   | … |          |  |  |       |  |  |          |  |  |           |  |
|              |   | … | …        |  |  |       |  |  |          |  |  |           |  |
|              |   | … | …        |  |  |       |  |  |          |  |  |           |  |
|              |   | … | …        |  |  |       |  |  |          |  |  |           |  |
|              |   | … |          |  |  |       |  |  |          |  |  |           |  |